# Suzanne Hoschedé

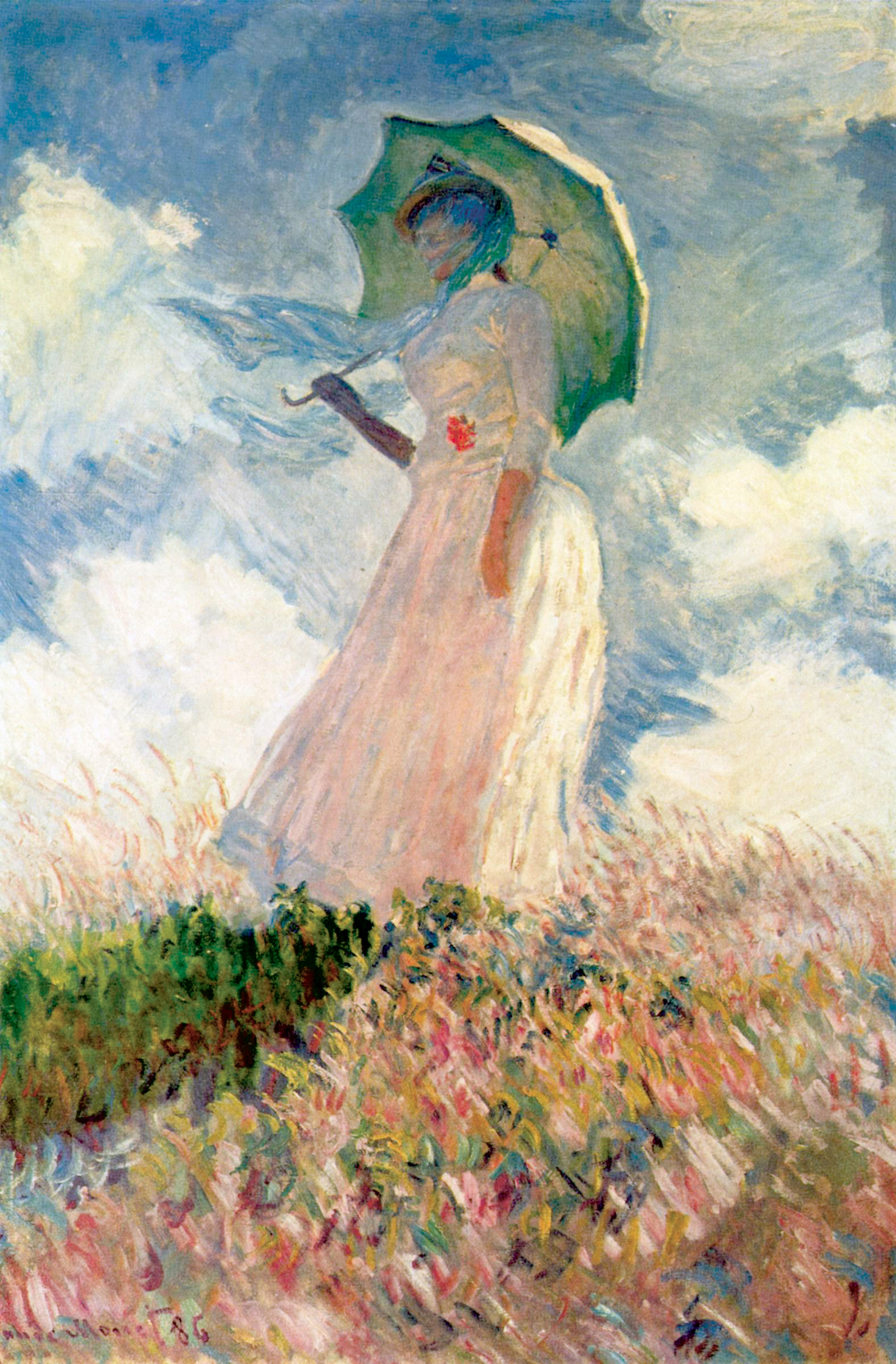
Claude Monet, Mujer con sombrilla, 1886. Suzanne Hoschedé posó para esta y muchas otras pinturas de Monet.

Suzanne Hoschedé (c. 1864 – 6 de febrero de 1899) fue la hija mayor de Alice Hoschedé y Ernest Hoschedé, hijastra y modelo favorita del pintor impresionista francés Claude Monet, y esposa del pintor impresionista estadounidense Theodore Earl Butler. Suzanne quedó inmortalizada como la mujer con sombrilla en la pintura homónima de Monet de 1886, una de sus obras más conocidas.

## Primeros años
En 1878 la familia de Ernest Hoschedé (1837–1891), un rico propietario de grandes almacenes y mecenas de las artes, se había mudado temporalmente con los Monet. Ambas familias compartieron una casa en Vétheuil durante el verano. Hoschedé cayó en bancarrota y se fue a Bélgica. Después de la muerte de  Camille, la esposa de Monet, en septiembre de 1879, Alice Hoschedé (1844–1911) y sus hijos continuaron viviendo con Monet y se llevó a sus dos hijos, Jean y Michel, junto a los seis suyos. Estos eran Blanche Hoschedé Monet (que se acabó casando con Jean Monet); Germaine; Suzanne Hoschedé; Marthe; Jean-Pierre; y Jacques. En la primavera de 1880, Alice Hoschedé y todos los niños dejaron París y regresaron con Monet, todavía viviendo en la casa en Vétheuil. En 1881, se mudaron a Poissy, lugar que Monet odiaba. En abril de 1883, mirando por la ventana del tren entre Vernon y Gasny, descubrió Giverny. Entonces se trasladaron a Vernon, y después a una casa en Giverny, Eure, en la Alta Normandía, donde plantó un gran jardín y pintó durante gran parte del resto de su vida. Tras la muerte de su marido separado en 1891, Alice Hoschedé se casó con Claude Monet el 16 de julio de 1892. Los testigos fueron los pintores Gustave Caillebotte y Paul César Helleu.

### Matrimonio

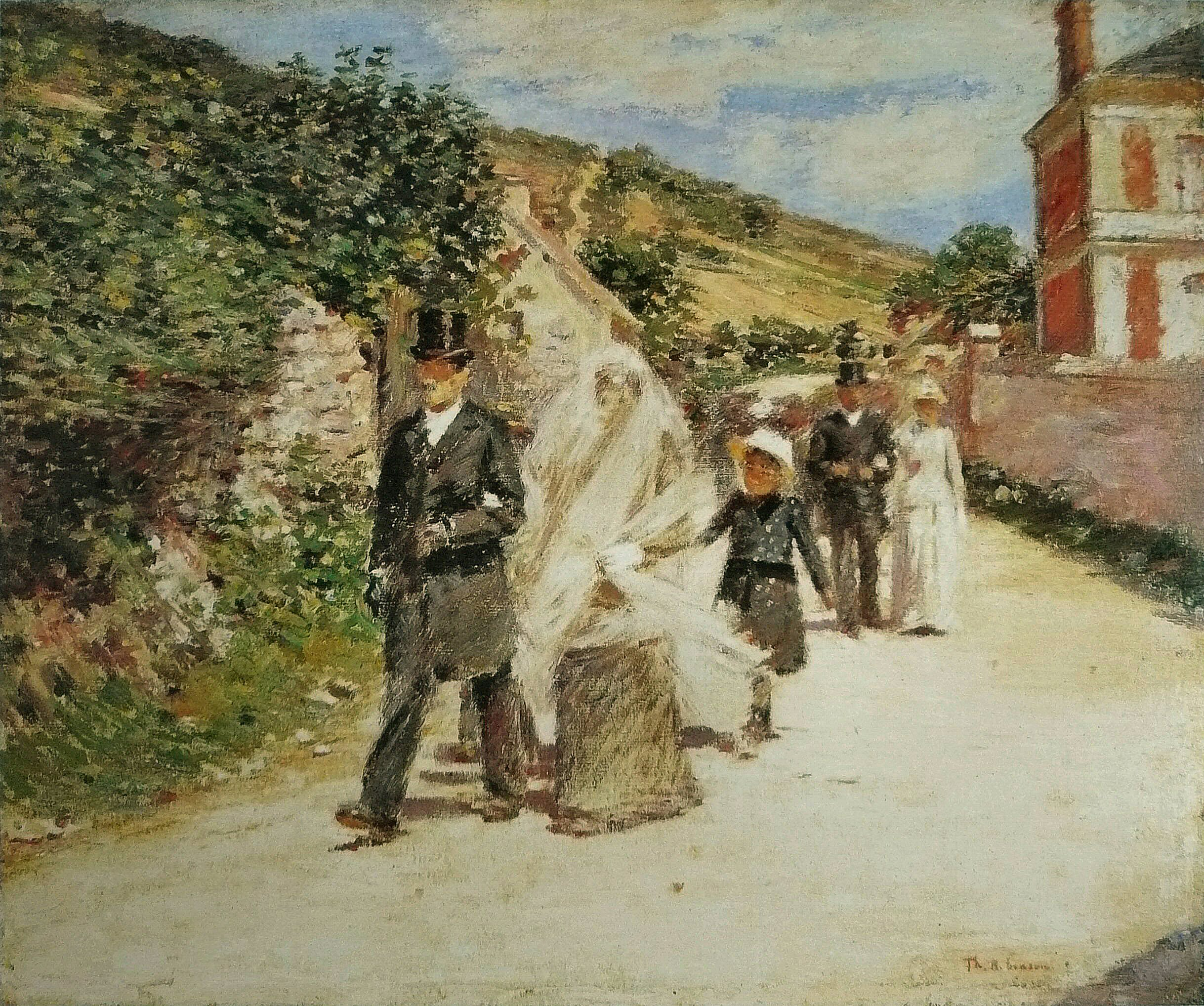
Theodore Robinson, La marcha nupcial, 1892. La procesión de boda de Suzanne Hoschedé y Theodore Earl Butler.

A pesar de las objeciones iniciales de Monet al matrimonio de su hijastra Suzanne Hoschedé con el pintor estadounidense Theodore Earl Butler (1861 – 1936), cedió después de descubrir la riqueza de la familia Butler. El matrimonio ocurrió unos días después de la boda del propio Monet. Theodore Earl Butler y Suzanne Hoschedé se casaron el 20 de julio de 1892. 
La celebración quedó plasmada en una pintura de Theodore Robinson titulada La marcha nupcial. Tuvieron un hijo Jimmy Butler, nacido en 1893, y una hija Lilly Butler, que nació al año siguiente.

## Muerte
Después de una enfermedad persistente, Suzanne Hoschedé murió el 6 de septiembre de 1899. Marthe Hoschedé, la hermana más joven de Suzanne, ayudó a Butler a criar a Jimmy y Lilly. Se casaron en el año 1900.